# A-JAX
『A-JAX』（エー・ジャックス）は、1987年にコナミ（現・コナミアミューズメント）から発売された縦画面シューティングゲームである。

## 概要
2D縦スクロールステージと3Dステージの2種類のステージで構成されるシューティングゲームで、2Dステージでは超音速ヘリ「VW-80 トム・タイガー」（モデルはAH-64）、3Dステージはジェット戦闘機「ジェリー・マウス」（モデルはF-14）の2機（2機の名前を合わせると「トムとジェリー」となる）に乗り込み、敵を破壊していく。3Dステージをはじめ、ゲーム中に滑らかにキャラクターが回転・拡大・縮小したり、サンプリングによる派手な爆発音といった演出が特徴だった。
発売前に業者向けのショーで展示された際は、コクピットタイプ・ボディソニック仕様の専用筐体だった。操作系は可動式の操縦桿と2ボタン（空中攻撃、地上攻撃）に加えて、スーパーウェポンの発射ボタンが操縦桿に取り付けられていた。また操縦桿はスーパーウェポンを発射した際や自機が打ち落とされた際に振動する作りになっていた。
制作はコナミ開発1課。廣下宏治、岡本覚、中村健吾など『魂斗羅』のスタッフが手掛けた。音楽は古川もとあきが担当し、FM音源に加えてPCM音源をフル活用して、オーケストラ・ヒットやパーカッション系のリズムサウンドが多用された。

## プロローグ
西暦2007年、人類は全面戦争に突入した。核保有超大国とエイリアン軍団が手を結び、宇宙国家を築こうというのだ。何故、このような事態が起こったのか？突如、地球外生物による侵略を受け、超大国側は、降伏宣言を発表。それを最後に各国との通信全てを打ち切った。
予想も付かぬ地球外生物の力、そして核兵器。最悪の事態を迎え国連は、ついに最終命令を下した。「A-JAX 出撃せよ！」A-JAXとは特殊戦闘部隊のコードネームだ。今、刻々とカウントダウンが迫る。地球存亡を賭けて、戦え！A-JAX！！
パイロット姓名
- リック大尉（トムタイガー）男性。26歳。独身。カルフオルニア出身。コードネーム「鉄の鷲」。
- ポニー中尉（トムタイガー）女性。20歳。独身。ダコダ出身。コードネーム「青い心臓」。
- オッカー大尉（ジェリーマウス）男性。32歳。独身（離婚歴1回）。アラスカ出身。コードネーム「凍った血」。
- ギルバード少尉（ジェリーマウス）男性。22歳。独身。ニューヨーク出身。コードネーム「気どった紳士」。

## パワーアップ
赤い敵を破壊するとパワーアイテムが出現し、アイテムを取ることにより各パワーアップを使用できるようになる。また赤い敵の編隊を全滅させるとオプションが出現する。なお、赤い敵や赤い敵の編隊を倒すときにスーパーウェポンを使ってしまうと、出てくるはずのアイテムまで消滅させることがある。
パワーアップウェポンは次のステージへ引き継がれるが、オプションは引き継がれずステージをクリアするといなくなる。また3Dステージはパワーアップに関係なく固有の武器となる。
なおインストラクションカードには、オプションが2機まで付けられると表記されているが、実際のゲーム中では1機しか付けることができない。また、パワーアイテムを表示が「★」のタイミングでキャッチするとスーパーウェポンが増えるという表記があるが、実際のゲームでは「★」のマークは出現せずスーパーウェポンを増やすことは出来ない。
| マーク | ウェポン   | 特徴 |
| ------ | ---------- | --- |
| V      | バルカン   | 小型ミサイルのような弾を連射できるようになる。レバー左右で射撃方向をVの字の範囲で操作可能。                             |
| B      | ボンブ     | 地上攻撃のパワーアップで、全武装中唯一2段階に強化することができる。破壊力と連射性能、着弾速度が向上する。               |
| 3      | 3-ウェイ   | 前方と左右の3方向に弾を発射する。                                                                                       |
| T      | トリプル   | 3連ミサイルにより前方攻撃が強化される。左右のミサイルは横に射出されてから前方に攻撃するため、自機の真横もカバーできる。 |
| L      | レーザー   | 貫通力のあるレーザーを正面に2本発射する。威力は控えめ。                                                                 |
| O      | オプション | 自機と同じ攻撃をするオプションが1機付けられる。                                                                         |

## ステージ構成
全8ステージ。ステージは全て敵の洗脳電波の中継局を破壊するシナリオになっている。2面、5面、8面は3Dステージ。
ステージ1
海岸線から敵要塞に乗り込み前線基地を破壊する。ボスは巨大要塞「クローマ」
ステージ2
衛星軌道上空から急降下する3Dステージ。ボスは洗脳電波中継局の航空母艦。
ステージ3
敵海域を進み敵艦隊と軍港を破壊する。ボスは物資供給拠点の「ビビリアンZ4」。
ステージ4
上流から敵の砦に突入し要塞を破壊する。ボスは迎撃要塞「イオタ」
ステージ5
空中を前方向に進む3Dステージ。ボスは頭脳要塞「デルタ」
ステージ6
砂漠地帯、渓谷を抜けて敵要塞を破壊する。ボスは要塞「タルタートル」
ステージ7
高度数千メートル上にある浮遊要塞を破壊する。ボスは敵エイリアン。
ステージ8
宇宙空間上を進む3Dステージ。ボスは最終基地の宇宙要塞。
7面BOSSの、巨大紫弾を壊し続ける事により実力永久パターンとなる。BOSSから発射される緑の高速弾は、左右の口をSHOTで撃ち込むことにより一時的に高速弾を封じ込めることができる。

## 海外版
海外では国内版と同一内容の "A-JAX" と、ステージ構成の異なる "TYPHOON" の2バージョンが発売された。
TYPHOONは国内版とは3面までのステージの順序が異なり、国内版の2面 → 3面 → 1面の順になっている。このため、本作のサウンドトラック『ミュージック・フロム スーパー魂斗羅 & A-JAX』（1988年、キングレコード、1993年に再発売）、および『コナミ・ゲーム・ミュージック VOL.4 -A- JAX-』（1988年、アルファレコード、後に "GAME SOUND LEGEND SERIES" としてサイトロン・デジタルコンテンツから2005年に復刻版が発売）での表記はいずれも「2Dの1st」「3Dの1st」となっている。
またBGMは1面（国内版の2面）で未使用曲が使われ、8面のBGMが国内版の2面の曲に差し替えられ、国内版の8面の曲が未使用になっている。この海外版1面の曲は矩形波倶楽部によるアレンジ「Final Command A-JAX」の一部に使用され、CD『サンダークロス』などに収録されたり、矩形波倶楽部のライブでも盛んに演奏されたりした。

## 移植版
| No. | タイトル                                          | 発売日         | 対応機種                                     | 開発元                        | 発売元     | メディア                              | 備考 |
| --- | ------------------------------------------------- | -------------- | -------------------------------------------- | ----------------------------- | ---------- | ------------------------------------- | --- |
| 1   | A-JAX                                             | 1989年11月29日 | X68000                                       | SPS                           | コナミ     | FDD3枚組み                            | |
| 2   | A-JAX                                             | 2015年3月19日  | PlayStation 4                                | コナミ                        | ハムスター | ダウンロード (アーケードアーカイブス) | 海外版 (TYPHOON) も収録                                                                                              |
| 3   | アーケードクラシックス アニバーサリーコレクション | 2019年4月18日  | PlayStation 4 Xbox One Nintendo Switch Steam | ハムスター ゴッチテクノロジー | KDE        | ダウンロード                          | 本作も含むアーケードゲーム8作品を収録したオムニバスソフトの1作として収録。 アップデートにより海外版(TYPHOON)が追加。 |
| 4   | A-JAX                                             | 2021年4月22日  | Nintendo Switch                              | コナミ                        | ハムスター | ダウンロード (アーケードアーカイブス) | 海外版 (TYPHOON) も収録                                                                                              |

X68000版はコナミ発売。開発はSPSだが、ノンクレジット。ネームエントリのイニシャルとしてお遊び的に社名が載せられている。後にSPS公式サイトでコナミからの委託であることが明かされていた。
ディスク3枚組み。ステージが変わる度にFDDのアクセスが、3Dステージで約30秒、2Dステージでは約1分近く続き、その間にはあらすじが表示された。
原作アーケード版が縦画面であったのに対し、X68000版では縦横比率が異なる横画面でゲームを再現するため、メモリ上の仮想縦画面を設定しており、その中を自機が上下に動くのに合わせてディスプレイに映る範囲をスクロール表示させるという方法を採用し、画面の比率がアーケード版に近い感覚を出そうと試みていた。自機が下に行くと、画面がバックスクロールする。

X68000は回転・拡大・縮小機能をハードウェアでサポートしていないためソフトウェア処理でこれを実現していた。ただし、3Dステージでは処理が追いつかず若干回転などがガタつくことがあった。後に登場したX68000XVI上で動作させると各処理落ちが改善されたが、代わりにFM音源部分へのアクセスが不安定になり、まれに異音が発生するようになることもあった。業務用でPCMを使ったBGMは、X68000版でもADPCM機能をフル活用して忠実に再現されている。
2015年3月19日にPlayStation 4の、2021年4月22日にNintendo Switchのアーケードアーカイブスとして配信開始。日本版と海外版の2つのバージョンを収録。
2019年4月18日にPlayStation 4、Xbox One、Nintendo Switch、Steamにて配信された『アーケードクラシックス アニバーサリーコレクション』に本作が収録されている。収録作は本作のほか、『グラディウス』、『グラディウスII GOFERの野望』、『沙羅曼蛇』、『ツインビー』、『悪魔城ドラキュラ』、『サンダークロス』、『スクランブル』の7作品で全てAC版。

## 開発の経緯
タイトーの『究極タイガー』がヒットしたのを受け、コナミでも自機が戦闘ヘリの縦スクロールシューティングを作ることになった。それとは別に、セガの『アフターバーナー』のような、自機が戦闘機の3Dシューティングも別ラインで開発が進められた。
しかし、どちらも開発途中でアイデアが詰まってしまい、ステージのバリエーションを増やすことができなくなった。苦肉の策として『この2つのゲームを合体させて一つのゲームにしてしまう』という案が断行された。結果的に3Dシューティングが戦闘ヘリのシューティングに吸収されて没になるという形になった。
AMショーでは、本来3Dシューティングゲーム用に開発した専用筐体に試験的に組み込んで展示されたが、2Dステージの操作性が著しく悪くなることから、これも製品化の際にお蔵入りになった。

## 後続への影響
- 『F1スピリット』（MSX）には本作で未使用だった曲が使われている。
- 『極上パロディウス 〜過去の栄光を求めて〜』では、スペシャルステージの「COMMAND 770」の一部がメドレーとして聴ける。
- 音楽ゲーム『beatmania IIDX 10th style』では、本作のBGMが「A-JAX (3-WAY MIX)」という曲名のメドレーで選曲できる（編曲はMr.T（内田智之））。
- 『エアフォースデルタ』では、自機のジェリーマウスがゲスト出演している。
- スマートフォン用音楽ゲーム『jubeat plus』と『REFLEC BEAT plus』では、2014年10月17日より同時配信の有料追加パック「コナミ伝説 music pack 3」「コナミ伝説 music PACK 3」にて、本作のBGMメドレー「A-JAX メドレー」が収録されている。

## その他
- ゲーム開始時に、空母からジェリー・マウスが離陸する演出があり、この時、甲板に落ちる影も一緒に離陸している。また、離陸音のパンも左右逆になっている。
- 海外版でタイトルが変更されたのは、コルゲート・パーモリーブの洗剤類のブランド「Ajax」（en:Ajax (cleaning product) ）と同名だったためと言われている。なお、商標権には区分の指定があり、洗剤とゲームは区分が異なるため、一般論としては商標の問題ではない。
- レーザーが他の武器に比べて弱くなっているのは、「レーザーが普通に一番強いのが面白くないので、他の武器を強くしていったらレーザーが弱くなった」という開発側の天の邪鬼的な発想によるものである[7]。
- オープニングでジェリー・マウスが離陸して、その後トム・タイガーのステージが始まるのは、離陸したジェリー・マウスがステージ2開始地点の衛星軌道上空に到達するまでの時間稼ぎをステージ1で行うというストーリーがあるため。ちなみに海外版のTYPHOONではステージの順序が入れ替わっているため、このストーリーは適用されない。
- 地上物がいきなり空中判定に変わったり、何もないところで突然自機が爆発したりと、バグの多さが目立つゲームでもある。
- コナミ初のフラットパッケージを使用した基板のため、振動や温度変化で配線パターンからICやLSIの足が浮いてしまい、動作不良を起こすことが多々あった。

## 音楽
ゲーム原曲及び未使用曲がサウンドトラックとして収録されているアルバム
- 『ミュージック・フロム スーパー魂斗羅 & A-JAX』（1988年、キングレコード、1993年に再発売）
- 『コナミ・ゲーム・ミュージック VOL.4 -A-JAX-』（1988年、アルファレコード、後に "GAME SOUND LEGEND SERIES" ）
- 『Konami Shooting Collection - コナミ シューティング コレクション』のDISC07（2011年、コナミスタイル）

アレンジ版が収録されているアルバム。
- 『こなみ・すぺしゃる・みゅーじっく千両箱』（1989年、キングレコード）のDISC01にライブアレンジ版
- 『MIDI POWER X68000 COLECTION VER.2.0』（1993年に発売後、1998年に「コナミお宝ゲームミュージックコレクション」として再発売）にMIDIアレンジ版